# Madison Keys
Madison Keys (* 17. Februar 1995 in Rock Island, Illinois) ist eine US-amerikanische Tennisspielerin. Ihr bislang größter Erfolg ist der Titelgewinn 2025 bei den Australian Open im Einzel.

## Karriere
Keys, die am liebsten auf Hartplätzen spielt, kam im Alter von neun Jahren in die Chris Evert Academy in Boca Raton. Sie gehört zu den jüngsten Spielerinnen, die auf der WTA Tour jemals ein Match gewonnen haben. Im Alter von 14 Jahren besiegte sie bei ihrem ersten WTA-Turnier in Ponte Vedra Beach mit einer Wildcard ausgestattet Alla Kudrjawzewa, damals die Nummer 81 der Welt glatt in zwei Sätzen, bevor sie in der zweiten Runde Nadja Petrowa unterlag. Im gleichen Jahr debütierte sie auf der ITF Women’s World Tennis Tour und gewann 2010 ihren ersten Profititel. Bei den US Open ging sie im gleichen Jahr mit einer Wildcard erstmals in der Qualifikation eines Grand-Slam-Turniers an den Start und schied in der ersten Runde aus. 2011 durfte sie dann sogar im Hauptfeld antreten und zog nach einem Auftaktsieg gegen Jill Craybas auf Anhieb in die zweite Runde ein, in der sie Lucie Šafářová unterlag. 2012 gewann sie dann in Saguenay ihren ersten Titel bei einem ITF-Turnier der $50.000-Kategorie, auf den zum Saisonabschluss in Phoenix ein weiterer der $75.000-Kategorie folgte.
2013 etablierte sich Keys endgültig auf der WTA Tour. Nachdem sie in Sydney ihr erstes WTA-Viertelfinale erreichte, in dem sie Li Na unterlag, erreichte sie bei den Australian Open im Anschluss zum ersten Mal die dritte Runde eines Grand-Slam-Turniers und scheiterte dort an Angelique Kerber. In Madrid rückte sie danach als Lucky Loserin nachträglich ins Hauptfeld und schlug in der ersten Runde mit Li Na erstmals eine Spielerin aus den Top 10 der Weltrangliste. Auch in Wimbledon kam sie daraufhin in die dritte Runde und erzielte gegen Saisonende in Tokio das Achtelfinale sowie anschließend in Osaka ihr erstes WTA-Halbfinale, das sie gegen Samantha Stosur verlor. Das Jahr beendete sie anschließend erstmals unter den besten 50 im Ranking. Zum Auftakt der Saison 2014 stand Keys in Sydney im Halbfinale, verlor dort jedoch erneut gegen Angelique Kerber. In einer ansonsten wechselhaften Saison errang sie auf Rasen in Eastbourne nach einem Finalerfolg, wiederum gegen Kerber, ihren ersten WTA-Titel.
2015 gelang Keys zu Jahresbeginn unter ihrer neuen Trainerin Lindsay Davenport bei den Australian Open der endgültige Durchbruch auf der WTA Tour, als sie nach einem Sieg über Venus Williams bis ins Halbfinale kam, in dem sie sich Serena Williams geschlagen geben musste. Auf Sandplatz erzielte sie in Charleston ihr zweites Tour-Finale, verlor dort jedoch abermals gegen Angelique Kerber. Auch in Wimbledon überzeugte Keys und rückte bis ins Viertelfinale vor, in dem sie von Agnieszka Radwańska in drei Sätzen geschlagen wurde. Nachdem sie auch bei den US Open vor heimischem Publikum ins Achtelfinale einzog, rückte sie im Ranking erstmals unter die besten 20 vor und qualifizierte sich somit erstmals für die WTA Elite Trophy in Zhuhai, wo sie mit einem Sieg über Zheng Saisai und einer Niederlage gegen Venus Williams in der Gruppenphase ausschied.
2016 spielte Keys dann ihre bisher mit Abstand konstanteste Saison, in der sie insgesamt sechs Siege gegen Top-10-Spielerinnen landen konnte. Nach einem weiteren Achtelfinaleinzug bei einem Grand-Slam-Turnier in Melbourne, stieß sie in Miami erstmals ins Viertelfinale vor, scheiterte dort jedoch wieder an Angelique Kerber. Im selben Monat wurde Mats Wilander als ihr neuer Trainer vorgestellt; doch nach nur acht Tagen trennte man sich wieder. Dennoch kam sie im Anschluss in Rom nach zwei Top-10-Siegen gegen Petra Kvitová in der zweiten Runde sowie Garbiñe Muguruza im Halbfinale in ihr erstes Endspiel bei einem Turnier der Premier-5-Kategorie, das sie gegen Serena Williams verlor. Sowohl bei den French Open als auch in Wimbledon erreichte sie danach die vierte Runde und feierte in Birmingham nach einem Endspielsieg über Barbora Strýcová bei ihrem zweiten Finalauftritt der Saison ihren zweiten Karrieretitel. Nach dem Einzug ins Finale des Rogers Cup in Montreal, das sie gegen Simona Halep verlor, kletterte Keys erstmals in die Top 10 der Weltrangliste. Bei den Olympischen Spielen in Rio de Janeiro erreichte sie im Anschluss im Einzelwettbewerb das Halbfinale, schied dort aber gegen Angelique Kerber aus und musste sich im darauffolgenden Spiel um Bronze Petra Kvitová geschlagen geben. Auch bei ihrem vierten Grand-Slam-Auftritt des Jahres in New York erreichte sie das Achtelfinale, auf das zum Saisonende in Wuhan ein Viertelfinale sowie nach einem Sieg über Petra Kvitová eine Halbfinalteilnahme in Peking folgten. Als Siebte der Weltrangliste, ihre bis heute höchste Platzierung im Ranking, qualifizierte sie sich erstmals für die WTA Championships 2016 in Singapur, wo sie nach einem Sieg über Dominika Cibulková und zwei Niederlagen gegen Simona Halep und Angelique Kerber in der Vorrunde ausschied.
Eine Handgelenksverletzung zwang Keys, ihre Teilnahme an den Australian Open 2017 abzusagen. Erst nach einem zweiten operativen Eingriff spielte sie sich im Sommer wieder in Form und gewann in Stanford nach einem Finalsieg gegen Coco Vandeweghe ihren dritten WTA-Titel. Der bislang größte Erfolg ihrer Karriere gelang Keys dann bei den US Open mit dem Einzug in ihr erstes Grand-Slam-Finale, das sie in einem rein amerikanischen Finale gegen Sloane Stephens verlor. Trotz der längeren Verletzungspause konnte Keys die Saison das dritte Jahr in Folge in den Top 20 beenden. Bei den Australian Open zu Beginn der Saison 2018 erzielte sie nach einem Erfolg über Caroline Garcia das Viertelfinale, in dem sie einmal mehr von Angelique Kerber gestoppt wurde. In einer erneut wechselhaften Saison stand Keys in Charleston dann zu Beginn der Sandplatzsaison im Halbfinale, doch ihre besten Resultate hatte sie in der Folge bei den Grand-Slam-Turnieren. So erreichte sie in Paris, wo sie wieder gegen Stephens verlor, wie auch in New York, wo sie sich schließlich Naomi Ōsaka geschlagen geben musste, das Halbfinale. Aufgrund einer Verletzung am linken Knie musste sie anschließend in Wuhan und Peking jeweils in der zweiten Runde aufgeben und ihre Teilnahme für die US-Amerikanerinnen am Finale des Fed-Cup 2018 gegen Tschechien zurückziehen. Dennoch ging sie zum Jahresabschluss bei der WTA Elite Trophy in Zhuhai an den Start, wo sie nach einem Sieg über Darja Kassatkina sowie einer Niederlage gegen Wang Qiang aufgrund des besseren Satzverhältnisses eigentlich ins Halbfinale einzog, dort aber aufgrund ihrer Knieverletzung nicht antreten konnte.
2019 startete Keys in Melbourne mit einem Achtelfinaleinzug in die neue Saison, bevor sie in Charleston bei ihrer zweiten Finalteilnahme nach 2015 mit einem Zweisatzerfolg im Endspiel gegen Caroline Wozniacki ihren ersten Titel errang. Bei den French Open rückte sie anschließend ins Viertelfinale vor, in dem sie erst von der späteren Siegerin Ashleigh Barty geschlagen wurde. Auf Hartplatz gelang ihr dann in Cincinnati nach einem Drittrundenerfolg gegen Simona Halep und einem Sieg im Finale über Swetlana Kusnezowa ihr bis dahin größter Karriereerfolg, auf den eine weitere Achtelfinalteilnahme in New York folgte, bei der sie gegen Elina Switolina verlor. Auch in diesem Jahr gelang Keys die Qualifikation für die WTA Elite Trophy in Zhuhai, wo sie nach einer Niederlage gegen Zheng Saisai und einem Sieg gegen Petra Martić in der Vorrunde scheiterte. Trotzdem überwinterte sie zum fünften Mal in Folge in den Top 20 im Ranking.
Die Saison 2020 begann Keys in Brisbane, wo sie mit einem Erfolg über Petra Kvitová ins Endspiel vorrückte, das sie aber gegen Karolína Plíšková verlor.
2014 gab Keys bei der 1:3-Niederlage gegen Italien ihren Einstand für die Fed-Cup-Mannschaft der Vereinigten Staaten. Seitdem hat sie für ihr Land zehn Begegnungen im Einzel und Doppel bestritten, von denen sie fünf gewinnen konnte (Einzelbilanz 4:4).

## Persönliches
2024 heiratete Keys den ehemaligen Tennisprofi Björn Fratangelo.

## Erfolge

### Einzel

#### Turniersiege
| Nr. | Datum             | Turnier         | Kategorie     | Belag             | Finalgegnerin      | Ergebnis      |
| --- | ----------------- | --------------- | ------------- | ----------------- | ------------------ | ------------- |
| 1.  | 27. Juni 2010     | Cleveland       | ITF $10.000   | Sand              | Piia Suomalainen   | 6:2, 6:4      |
| 2.  | 28. Oktober 2012  | Saguenay        | ITF $50.000   | Hartplatz (Halle) | Eugenie Bouchard   | 6:4, 6:2      |
| 3.  | 11. November 2012 | Phoenix         | ITF $75.000   | Hartplatz         | Maria Sanchez      | 6:3, 7:61     |
| 4.  | 21. Juni 2014     | Eastbourne      | WTA Premier   | Rasen             | Angelique Kerber   | 6:3, 3:6, 7:5 |
| 5.  | 19. Juni 2016     | Birmingham      | WTA Premier   | Rasen             | Barbora Strýcová   | 6:3, 6:4      |
| 6.  | 6. August 2017    | Stanford        | WTA Premier   | Hartplatz         | Coco Vandeweghe    | 7:64, 6:4     |
| 7.  | 7. April 2019     | Charleston      | WTA Premier   | Sand              | Caroline Wozniacki | 7:65, 6:3     |
| 8.  | 18. August 2019   | Cincinnati      | WTA Premier 5 | Hartplatz         | Swetlana Kusnezowa | 7:5, 7:65     |
| 9.  | 15. Januar 2022   | Adelaide        | WTA 250       | Hartplatz         | Alison Riske       | 6:1, 6:2      |
| 10. | 1. Juli 2023      | Eastbourne      | WTA 500       | Rasen             | Darja Kassatkina   | 6:2, 7:613    |
| 11. | 25. Mai 2024      | Straßburg       | WTA 500       | Sand              | Danielle Collins   | 6:1, 6:2      |
| 12. | 11. Januar 2025   | Adelaide        | WTA 500       | Hartplatz         | Jessica Pegula     | 6:3, 4:6, 6:1 |
| 13. | 25. Januar 2025   | Australian Open | Grand Slam    | Hartplatz         | Aryna Sabalenka    | 6:3, 2:6, 7:5 |

#### Finalteilnahmen
| Nr. | Datum             | Turnier    | Kategorie     | Belag     | Finalgegnerin     | Ergebnis      |
| --- | ----------------- | ---------- | ------------- | --------- | ----------------- | ------------- |
| 1.  | 12. April 2015    | Charleston | WTA Premier   | Sand      | Angelique Kerber  | 2:6, 6:4, 5:7 |
| 2.  | 15. Mai 2016      | Rom        | WTA Premier 5 | Sand      | Serena Williams   | 6:75, 3:6     |
| 3.  | 31. Juli 2016     | Montreal   | WTA Premier 5 | Hartplatz | Simona Halep      | 6:72, 3:6     |
| 4.  | 9. September 2017 | US Open    | Grand Slam    | Hartplatz | Sloane Stephens   | 3:6, 0:6      |
| 5.  | 12. Januar 2020   | Brisbane   | WTA Premier   | Hartplatz | Karolína Plíšková | 4:6, 6:4, 5:7 |

### Doppel
| Nr. | Datum         | Turnier | Kategorie   | Belag     | Partnerin         | Finalgegnerinnen     | Ergebnis          |
| --- | ------------- | ------- | ----------- | --------- | ----------------- | -------------------- | ----------------- |
| 1.  | 15. Juli 2012 | Yakima  | ITF $50.000 | Hartplatz | Samantha Crawford | Xu Yifan Zhou Yimiao | 6:3, 2:6, [12:10] |

## Karrierestatistik und Turnierbilanz

### Einzel
Die letzte Aktualisierung erfolgte nach dem WTA-Turnier in Berlin 2025.
| Turnier                      | 2009              | 2010              | 2011              | 2012              | 2013              | 2014              | 2015              | 2016             | 2017              | 2018              | 2019              | 2020              | 2021              | 2022              | 2023              | 2024             | 2025             | T / T       | S/N         | Sieg%       |
| ---------------------------- | ----------------- | ----------------- | ----------------- | ----------------- | ----------------- | ----------------- | ----------------- | ---------------- | ----------------- | ----------------- | ----------------- | ----------------- | ----------------- | ----------------- | ----------------- | ---------------- | ---------------- | ----------- | ----------- | ----------- |
| Australian Open              | –                 | –                 | –                 | 1                 | 3                 | 2                 | HF                | AF               | –                 | VF                | AF                | 3                 | –                 | HF                | 3                 | –                | S                | 1 / 11      | 34:10       | 77 %        |
| French Open                  | –                 | –                 | –                 | –                 | 2                 | 1                 | 3                 | AF               | 2                 | HF                | VF                | 1                 | 3                 | AF                | 2                 | 3                | VF               | 0 / 13      | 28:13       | 68 %        |
| Wimbledon                    | –                 | –                 | –                 | Q2                | 3                 | 3                 | VF                | AF               | 2                 | 3                 | 2                 | n. a.             | AF                | –                 | VF                | AF               | 3                | 0 / 11      | 27:11       | 71 %        |
| US Open                      | –                 | Q1                | 2                 | Q2                | 1                 | 2                 | AF                | AF               | F                 | HF                | AF                | 3                 | 1                 | 3                 | HF                | 3                |                  | 0 / 13      | 33:13       | 72 %        |
| WTA Finals                   | –                 | –                 | –                 | –                 | –                 | –                 | –                 | RR               | –                 | –                 | –                 | n. a.             | –                 | –                 | –                 | –                |                  | 0 / 1       | 1:2         | 33 %        |
| Doha                         | n. a. bzw. a. K.  | n. a. bzw. a. K.  | n. a. bzw. a. K.  | –                 | –                 | –                 | a. K.             | –                | a. K.             | 2                 | a. K.             | –                 | a. K.             | –                 | a. K.             | –                | –                | 0 / 1       | 1:1         | 50 %        |
| Dubai                        | –                 | –                 | –                 | andere Kategorie  | andere Kategorie  | andere Kategorie  | –                 | a. K.            | –                 | a. K.             | –                 | a. K.             | 2                 | a. K.             | VF                | –                | –                | 0 / 2       | 4:2         | 67 %        |
| Indian Wells                 | –                 | –                 | Q2                | Q1                | 2                 | 2                 | 3                 | 2                | AF                | 2                 | 2                 | n. a.             | 2                 | VF                | 2                 | 3                | HF               | 0 / 12      | 14:12       | 54 %        |
| Miami                        | –                 | –                 | 1                 | 2                 | 2                 | 3                 | 2                 | VF               | 3                 | 2                 | 2                 | n. a.             | 2                 | 2                 | 3                 | AF               | 3                | 0 / 14      | 12:14       | 46 %        |
| Madrid                       | –                 | –                 | –                 | –                 | 2                 | 1                 | 1                 | AF               | 1                 | 1                 | 1                 | n. a.             | 1                 | 1                 | –                 | HF               | VF               | 0 / 11      | 10:11       | 48 %        |
| Rom                          | –                 | –                 | –                 | –                 | Q2                | 2                 | 2                 | F                | 1                 | AF                | 2                 | –                 | 2                 | 1                 | AF                | VF               | 3                | 0 / 11      | 16:10       | 62 %        |
| Kanada                       | –                 | –                 | –                 | –                 | Q2                | 2                 | –                 | F                | –                 | –                 | 1                 | n. a.             | 1                 | 1                 | 2                 | 2                |                  | 0 / 7       | 7:6         | 54 %        |
| Cincinnati                   | –                 | –                 | –                 | 1                 | –                 | 2                 | 2                 | –                | AF                | VF                | S                 | 2                 | 1                 | HF                | 1                 | –                |                  | 1 / 10      | 17:9        | 65 %        |
| Tokio                        | –                 | –                 | –                 | –                 | AF                | n. a. bzw. a. K.  | n. a. bzw. a. K.  | n. a. bzw. a. K. | n. a. bzw. a. K.  | n. a. bzw. a. K.  | n. a. bzw. a. K.  | n. a. bzw. a. K.  | n. a. bzw. a. K.  | n. a. bzw. a. K.  | n. a. bzw. a. K.  | n. a. bzw. a. K. | n. a. bzw. a. K. | 0 / 1       | 2:1         | 67 %        |
| Guadalajara                  | n. a. bzw. a. K.  | n. a. bzw. a. K.  | n. a. bzw. a. K.  | n. a. bzw. a. K.  | n. a. bzw. a. K.  | n. a. bzw. a. K.  | n. a. bzw. a. K.  | n. a. bzw. a. K. | n. a. bzw. a. K.  | n. a. bzw. a. K.  | n. a. bzw. a. K.  | n. a. bzw. a. K.  | n. a. bzw. a. K.  | AF                | 2                 | a. K.            | a. K.            | 0 / 2       | 2:2         | 50 %        |
| Peking                       | –                 | –                 | –                 | –                 | 2                 | 2                 | AF                | HF               | –                 | 2                 | 2                 | nicht ausgetragen | nicht ausgetragen | nicht ausgetragen | –                 | AF               |                  | 0 / 7       | 12:6        | 67 %        |
| Wuhan                        | nicht ausgetragen | nicht ausgetragen | nicht ausgetragen | nicht ausgetragen | nicht ausgetragen | 2                 | 2                 | VF               | 1                 | 2                 | –                 | nicht ausgetragen | nicht ausgetragen | nicht ausgetragen | nicht ausgetragen | 1                |                  | 0 / 6       | 5:6         | 45 %        |
| Olympische Spiele            | nicht ausgetragen | nicht ausgetragen | nicht ausgetragen | –                 | nicht ausgetragen | nicht ausgetragen | nicht ausgetragen | KF               | nicht ausgetragen | nicht ausgetragen | nicht ausgetragen | nicht ausgetragen | –                 | n. a.             | n. a.             | –                | n. a.            | 0 / 1       | 4:2         | 67 %        |
| Billie Jean King Cup         | –                 | –                 | –                 | –                 | –                 | PO                | –                 | PO               | –                 | F                 | PO                | –                 | –                 | RR                | –                 | –                |                  | 0 / 5       | 4:5         | 44 %        |
| Statistik                    | Statistik         | Statistik         | Statistik         | Statistik         | Statistik         | Statistik         | Statistik         | Statistik        | Statistik         | Statistik         | Statistik         | Statistik         | Statistik         | Statistik         | Statistik         | Statistik        | Statistik        | S/N         | S/N         | Sieg%       |
| Turnierteilnahmen            | 3                 | 7                 | 10                | 18                | 21                | 23                | 19                | 18               | 11                | 17                | 16                | 5                 | 15                | 21                | 17                | 13               | 11               | Gesamt: 245 | Gesamt: 245 | Gesamt: 245 |
| Erreichte Finals             | 0                 | 2                 | 0                 | 2                 | 0                 | 1                 | 1                 | 3                | 2                 | 0                 | 2                 | 1                 | 0                 | 1                 | 1                 | 1                | 2                | Gesamt: 19  | Gesamt: 19  | Gesamt: 19  |
| Gewonnene Titel              | 0                 | 1                 | 0                 | 2                 | 0                 | 1                 | 0                 | 1                | 1                 | 0                 | 2                 | 0                 | 0                 | 1                 | 1                 | 1                | 2                | Gesamt: 13  | Gesamt: 13  | Gesamt: 13  |
| Hartplatz-Siege/-Niederlagen | 1:2               | 10:4              | 10:10             | 29:12             | 21:12             | 18:16             | 18:12             | 28:12            | 15:5              | 16:9              | 17:11             | 8:4               | 3:9               | 25:15             | 19:11             | 7:6              | 19:3             | 264:153     | 264:153     | 63 %        |
| Sand-Siege/-Niederlagen      | 1:1               | 8:1               | 0:0               | 1:2               | 7:6               | 5:5               | 9:4               | 11:4             | 1:4               | 11:4              | 10:3              | 0:1               | 3:4               | 4:4               | 5:3               | 13:4             | 9:4              | 98:54       | 98:54       | 64 %        |
| Rasen-Siege/-Niederlagen     | 0:0               | 0:0               | 0:0               | 1:2               | 6:3               | 8:2               | 4:2               | 8:1              | 1:1               | 2:1               | 1:1               | 0:0               | 5:2               | 1:1               | 9:1               | 4:2              | 2:2              | 52:21       | 52:21       | 71 %        |
| Gesamt-Siege/-Niederlagen    | 2:3               | 18:5              | 10:10             | 31:16             | 34:21             | 31:23             | 31:18             | 47:17            | 17:10             | 29:14             | 28:15             | 8:5               | 11:15             | 30:20             | 33:15             | 24:12            | 30:9             | 414:228     | 414:228     | 64 %        |
| Sieg%                        | 40 %              | 78 %              | 50 %              | 66 %              | 62 %              | 57 %              | 63 %              | 73 %             | 63 %              | 67 %              | 65 %              | 62 %              | 42 %              | 60 %              | 69 %              | 67 %             | 77 %             | Gesamt:     | Gesamt:     | 64 %        |
| Jahresendposition            | 621               | 483               | 315               | 149               | 37                | 31                | 18                | 8                | 19                | 17                | 13                | 16                | 56                | 11                | 12                | 21               |                  | N/A         | N/A         | N/A         |

Zeichenerklärung: S = Turniersieg; F, HF, VF, AF = Einzug ins Finale / Halbfinale / Viertelfinale / Achtelfinale; 1, 2, 3 = Ausscheiden in der 1. / 2. / 3. Hauptrunde; KF (kleines Finale) = unterlegen im Spiel um Platz drei; RR = Round Robin (Gruppenphase); n. a. = nicht ausgetragen; a. K. = andere Kategorie; PO (Play-off) = Auf- und Abstiegsrunde im Billie Jean King Cup; K1, K2, K3 = Teilnahme in der Kontinentalgruppe I, II, III im Billie Jean King Cup.
Anmerkung: Diese Statistik berücksichtigt alle Ergebnisse im Einzel bei ITF- und WTA-Turnieren. Als Quelle dient die WTA-Seite der Spielerin. Dargestellt sind nur WTA-Turniere der Kategorien Premier Mandatory und Premier 5 (2009–2020) bzw. die WTA-Turniere der Kategorie 1000 (seit 2021).

### Doppel
| Turnier         | 2011 | 2012 | 2013 | 2014 | 2015 | 2016 | 2017 | 2018 | 2019 | 2020 | 2021 | 2022 | Karriere |
| --------------- | ---- | ---- | ---- | ---- | ---- | ---- | ---- | ---- | ---- | ---- | ---- | ---- | -------- |
| Australian Open | —    | —    | —    | AF   | 1    | 2    | —    | —    | —    | —    | —    | —    | AF       |
| French Open     | —    | —    | 1    | AF   | —    | —    | —    | —    | —    | —    | —    | HF   | HF       |
| Wimbledon       | —    | —    | 1    | 2    | 1    | 1    | —    | —    | —    |      | —    | —    | 2        |
| US Open         | 1    | 2    | —    | —    | 1    | —    | —    | —    | —    | —    | —    | —    | 2        |

### Mixed
| Turnier         | 2015 | 2016 | 2017 | 2018 | 2019 | 2020 | 2021 | 2022 | Karriere |
| --------------- | ---- | ---- | ---- | ---- | ---- | ---- | ---- | ---- | -------- |
| Australian Open | —    | 1    | —    | —    | —    | —    | —    | —    | 1        |
| French Open     | —    | —    | —    | —    | —    |      | —    | —    | —        |
| Wimbledon       | 2    | —    | 2    | —    | —    |      | —    | —    | 2        |
| US Open         | —    | —    | —    | —    | —    |      | 1    | AF   | AF       |

## Weltranglistenpositionen am Saisonende
| Jahr   | 2009 | 2010 | 2011 | 2012 | 2013 | 2014 | 2015 | 2016 | 2017 | 2018 | 2019 | 2020 | 2021 | 2022 | 2023 | 2024 |
| ------ | ---- | ---- | ---- | ---- | ---- | ---- | ---- | ---- | ---- | ---- | ---- | ---- | ---- | ---- | ---- | ---- |
| Einzel | 621  | 483  | 315  | 149  | 37   | 31   | 18   | 8    | 19   | 17   | 13   | 16   | 56   | 11   | 12   | 21   |
| Doppel | –    | –    | 907  | 265  | 972  | 123  | 240  | 351  | 465  | 479  | –    | –    | 540  | 56   | 549  | 562  |